# Bettina Graziani
Bettina Graziani (ur. 8 maja 1925 w Normandii, zm. 2 marca 2015 w Paryżu) – francuska modelka.

## Życiorys
Simone Michelene Bodin urodziła się w 1925 roku w Normandii. W 1944 roku przeprowadziła się do Paryża po jego wyzwoleniu, w poszukiwaniu pracy jako projektantka mody. W 1945 roku poznała projektanta Jacquesa Costeta, który zobaczył w niej bardziej modelkę niż projektantkę; zawodowo związała się z Jacquesem Fathem. W 1950 roku podpisała kontrakt z Eileen Ford, a po tygodniu od przybycia do Nowego Jorku podpisała umowę z amerykańskim magazynem Vogue; była również związana z domem mody Givenchy założonego przez Huberta de Givenchy. W późniejszych latach pracowała jako publicystka mody. Zmarła w Paryżu.